# Słobodiaki
Słobodiaki (ukr. Слободяки) – wieś na Ukrainie, w rejonie jaworowskim obwodu lwowskiego.

## Historia
Dawniej grupa domów wsi Niemirów w powiecie rawskim.